# Amydrium hainanense
Amydrium hainanense är en kallaväxtart som först beskrevs av H.Li, Y.Shiao och S.L.Tseng, och fick sitt nu gällande namn av Hen Li. Amydrium hainanense ingår i släktet Amydrium och familjen kallaväxter. IUCN kategoriserar arten globalt som livskraftig. Inga underarter finns listade.